# آرسنیفکا
آرسنیفکا (روسی: Арсеньевка) یک رودخانه در سرزمین پریمورسکی کشور روسیه است.